# Autoregistratie
Autoregistratie is in het algemeen het registreren van iemands automobiel via de overheid in een land. Dit wordt gedaan om de identiteit van een inzittende of bestuurder te kunnen identificeren bij onder andere een ongeval of een overtreding. Vaak wordt een auto op nummerbord geregistreerd. In Nederland wordt deze registratie gedaan bij verkoop van een auto, meestal door de verkopersinstantie. De informatie wordt dan doorgeloodst naar de overheid. Registratie in Amerika wordt gedaan via het statenoverheidsbedrijf Department of Motor Vehicles (DMV) of een andere instantie als het DMV in die staat niet bestaat, zoals het Texas Department of Transportation.